# Marin Cureau de La Chambre

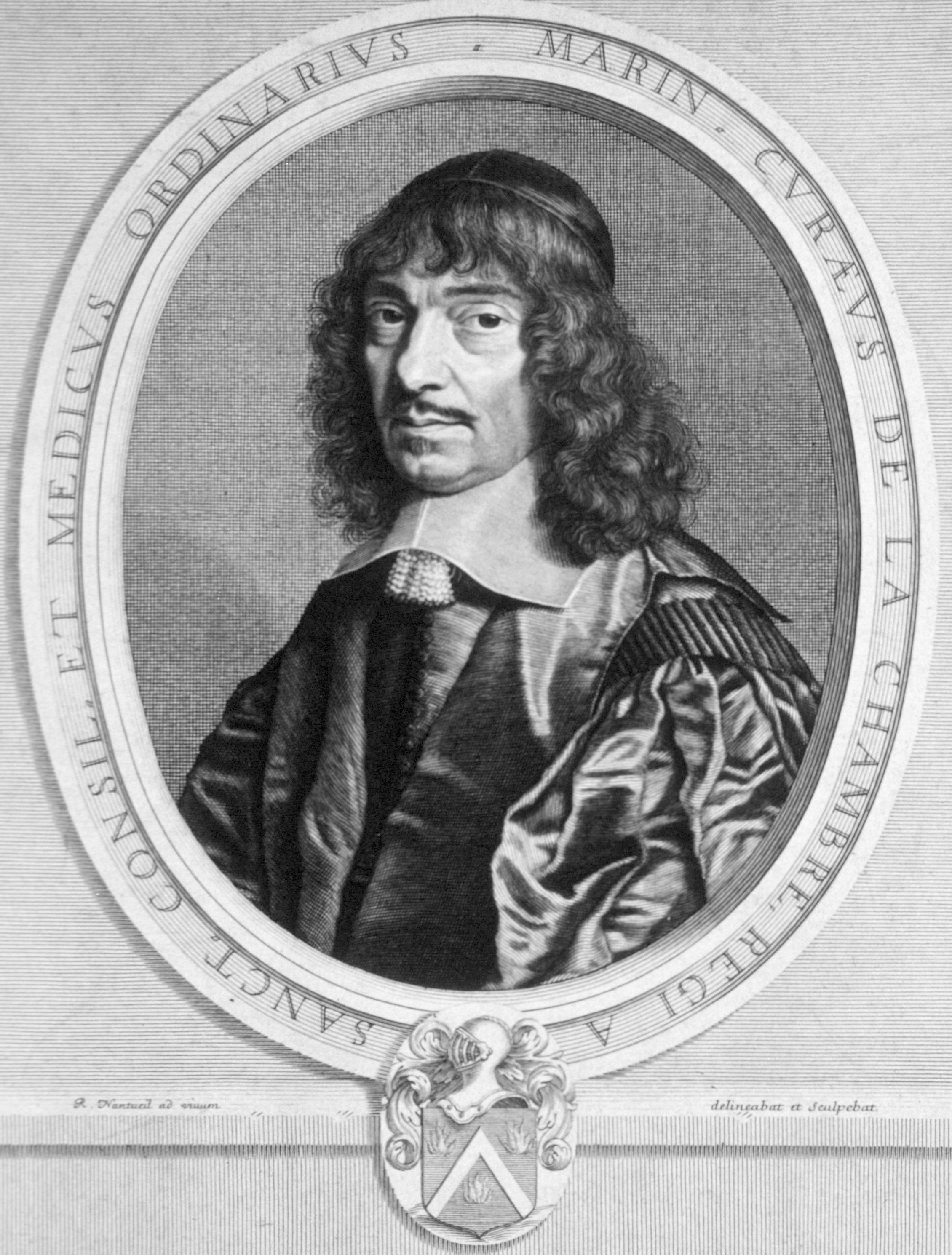
Marin Cureau de La Chambre

Marin Cureau de La Chambre (ur. 1594, zm. 29 grudnia 1669) – francuski fizyk oraz filozof.

## Życie i twórczość

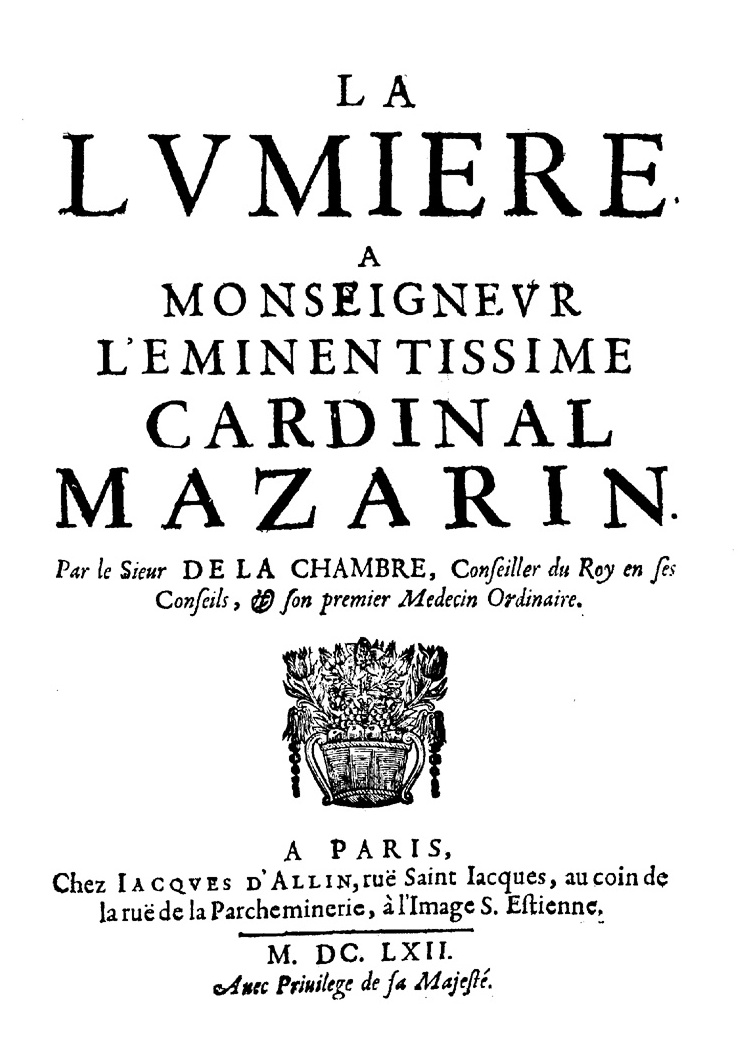
La lumiere, 1662

Urodzony w wiosce Saint-Jean-d'Assé, niedaleko Le Mans. Wiadomości na temat jego dzieciństwa oraz ukończonych szkół są nieznane.
Marin rozpoczął karierę fizyka w Le Mans po czym w 1630 roku wyjechał do Paryża gdzie poznał Pierre’a Séguiera, francuskiego męża stanu. Wkrótce po przybyciu do stolicy Francji został mianowany na stanowisko médecin ordinaire (lekarza zwykłego) u boku ówczesnego króla Francji, Ludwika XIV. Monarcha był pod wrażeniem zdolności Marina do oceniania ludzkiego charakteru po wyglądzie fizycznym.
Pracując jako fizjonomik, Marin opublikował w latach 1640–1662 pięciotomową publikację pt. Caractères des passions, w której opisywał swoje badania nad wpływem mimiki na charakter człowieka. Oprócz tego pisał na takie tematy jak chiromancja, trawienie, praktyki okultystyczne oraz optyka. W późniejszych latach publikował artykuły opisujące badania nad naturą światła, refrakcją oraz prawdopodobieństwem podstawowego oraz drugorzędnego koloru. Marin był także filozofem m.in. przetłumaczył dzieło Arystotelesa, Fizyka.
W 1634 roku został mianowany na jednego z pierwszych członków Académie française, a w 1666 roku został członkiem Francuskiej Akademii Nauk.
Marin był także ojcem kleryka, Pierre’a Cureau de la Chambre.
Zmarł w 1669 roku w Paryżu.

## Upamiętnienie
Na cześć Marina, w 1991 roku Eric Walter Elst nazwał jego imieniem planetoidę o numerze katalogowym 7126.